# Jourdain (métro de Paris)
Pour les articles homonymes, voir Jourdain (homonymie).
Jourdain est une station de la ligne 11 du métro de Paris, située à la limite des 19e et 20e arrondissements de Paris.

## Situation
La station est implantée à la limite administrative entre le quartier d'Amérique au nord et le quartier de Belleville au sud, non loin de leurs limites avec le quartier du Combat. Elle se trouve sous la rue de Belleville au débouché des rues du Jourdain, Lassus et de Palestine. Approximativement orientée selon un axe nord-est/sud-ouest, elle s'intercale entre les stations Pyrénées et Place des Fêtes.

## Histoire
La station est ouverte le 28 avril 1935 avec la mise en service du premier tronçon de la ligne 11 entre son terminus occidental actuel de Châtelet et la station Porte des Lilas.
Elle doit sa dénomination à sa proximité avec la rue du Jourdain, laquelle fait référence au Jourdain, fleuve de Palestine ; cette voie est ainsi nommée du fait de son débouché au fronton de l'église Saint-Jean-Baptiste de Belleville, car les différentes paroisses de Belleville qui se succédèrent à son emplacement au fil des siècles furent toutes dédiées à saint Jean-Baptiste qui, comme son nom l’indique, baptisa le Christ dans les eaux du Jourdain.
Dans le cadre du programme « Renouveau du métro » de la RATP, les couloirs de la station ainsi que l'éclairage des quais sont rénovés le 16 décembre 2005.
Afin d'accompagner le prolongement de la ligne 11 jusqu'à Rosny-Bois-Perrier, les quais sont rehaussés et carrelés du 2 février au 12 avril 2021 pour permettre l'arrivée du nouveau matériel MP 14, nécessitant la fermeture de la station au public pendant toute la durée des travaux d'adaptation. En parallèle, une nouvelle sortie simple depuis l’extrémité orientale des quais est inaugurée en janvier 2022. Elle débouche face aux escaliers mécaniques, à proximité de l'accès no 3 existant à l’angle de la rue de Belleville et de la rue du Jourdain, qui est modifié en conséquence,.
Du 29 octobre 2024 au 2 octobre 2026, c'est au tour des quais de faire l'objet d'une modernisation intégrale dans le cadre de l'opération « Un métro + beau ».

### Fréquentation
Selon les estimations de la RATP, la station a vu entrer 3 029 314 voyageurs en 2019, ce qui la place à la 171e position des stations de métro pour sa fréquentation sur 302,. En 2020, avec la crise du Covid-19, son trafic annuel tombe à 1 683 473 voyageurs, la classant alors au 151e rang, avant de remonter progressivement en 2021 avec 1 881 321 entrants comptabilisés, la reléguant cependant à la 190e position des stations du réseau pour sa fréquentation cette année-là.

## Services aux voyageurs

### Accès
La station dispose de trois accès, constitués pour chacun d'un escalier fixe orné d'une balustrade et d'un candélabre en fer forgé dans le style Dervaux des années 1930 :
- l'accès no 1 « Rue du Jourdain » débouchant au droit du no 7 de la rue précitée ; 48° 52′ 30″ N, 2° 23′ 21″ E
- l'accès no 2 « Rue Lassus » se trouvant à l'entrée de cette rue, face au no 137 de la rue de Belleville ; 48° 52′ 31″ N, 2° 23′ 21″ E
- l'accès no 3 « Rue de Belleville » se situant au droit du no 10 de la rue du Jourdain, sur la placette faisant l'angle avec la rue de Belleville. 48° 52′ 30″ N, 2° 23′ 22″ E

Accès à la station
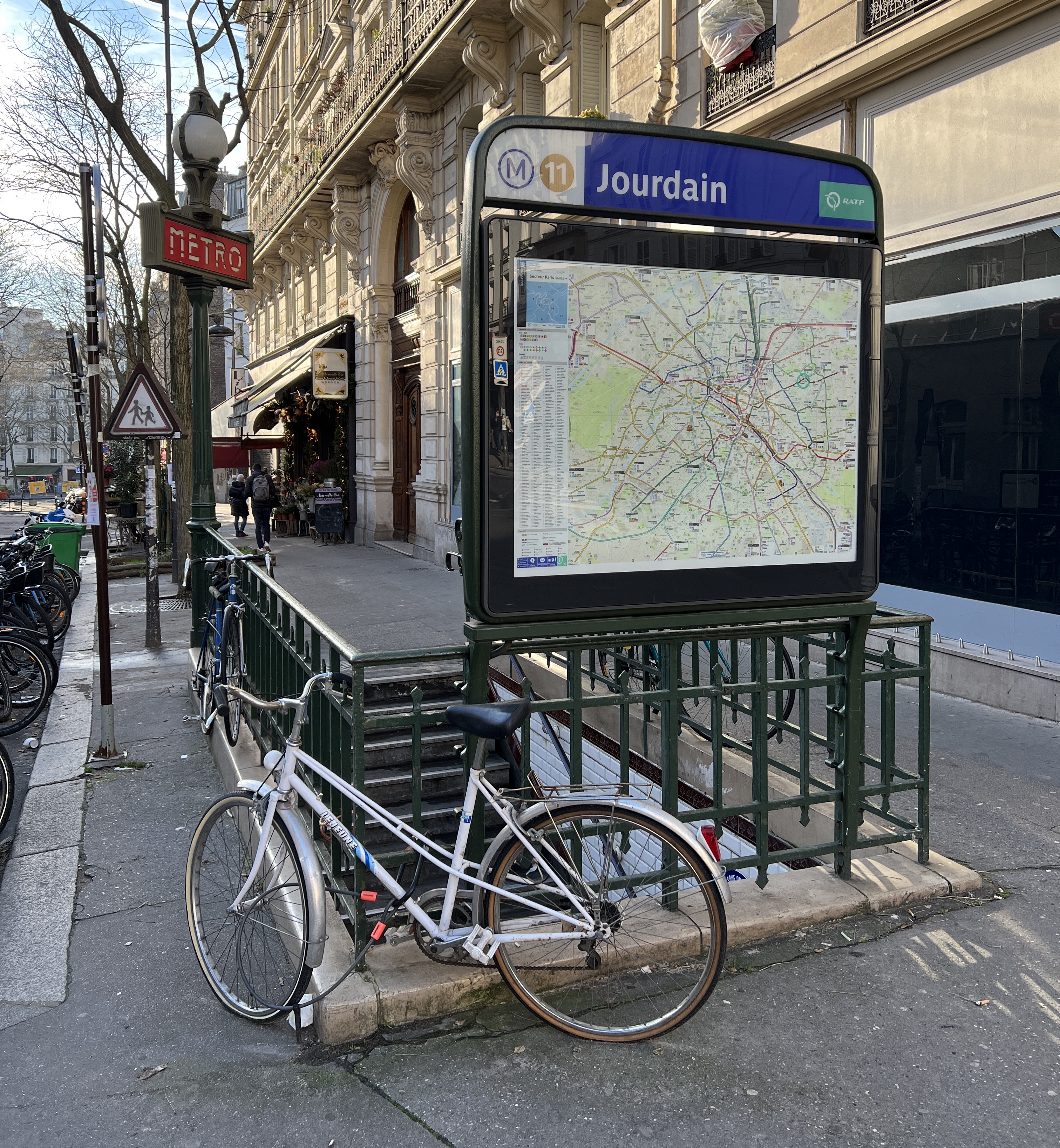
L'accès no 1, « Rue du Jourdain ».
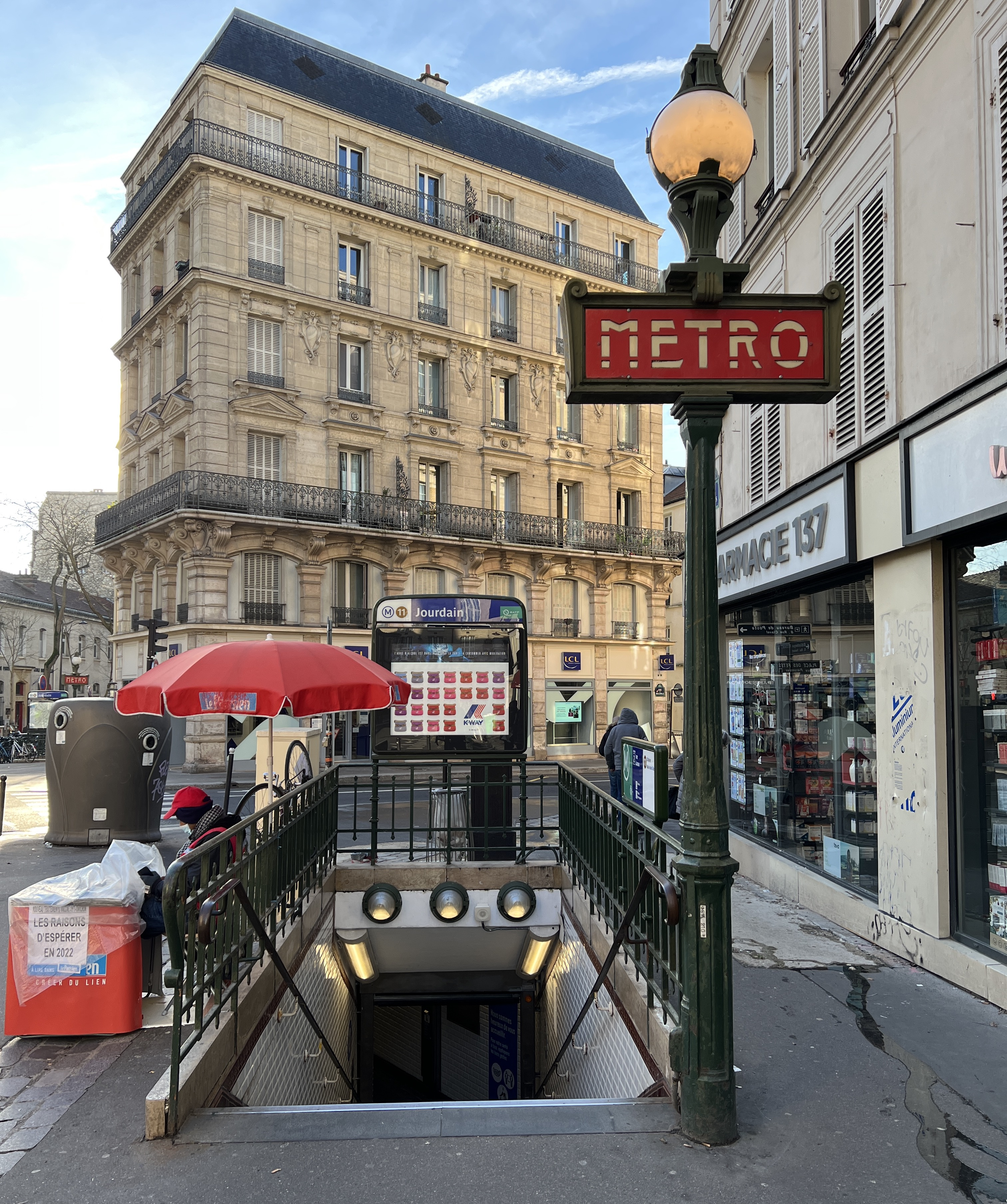
L'accès no 2, « Rue Lassus ».
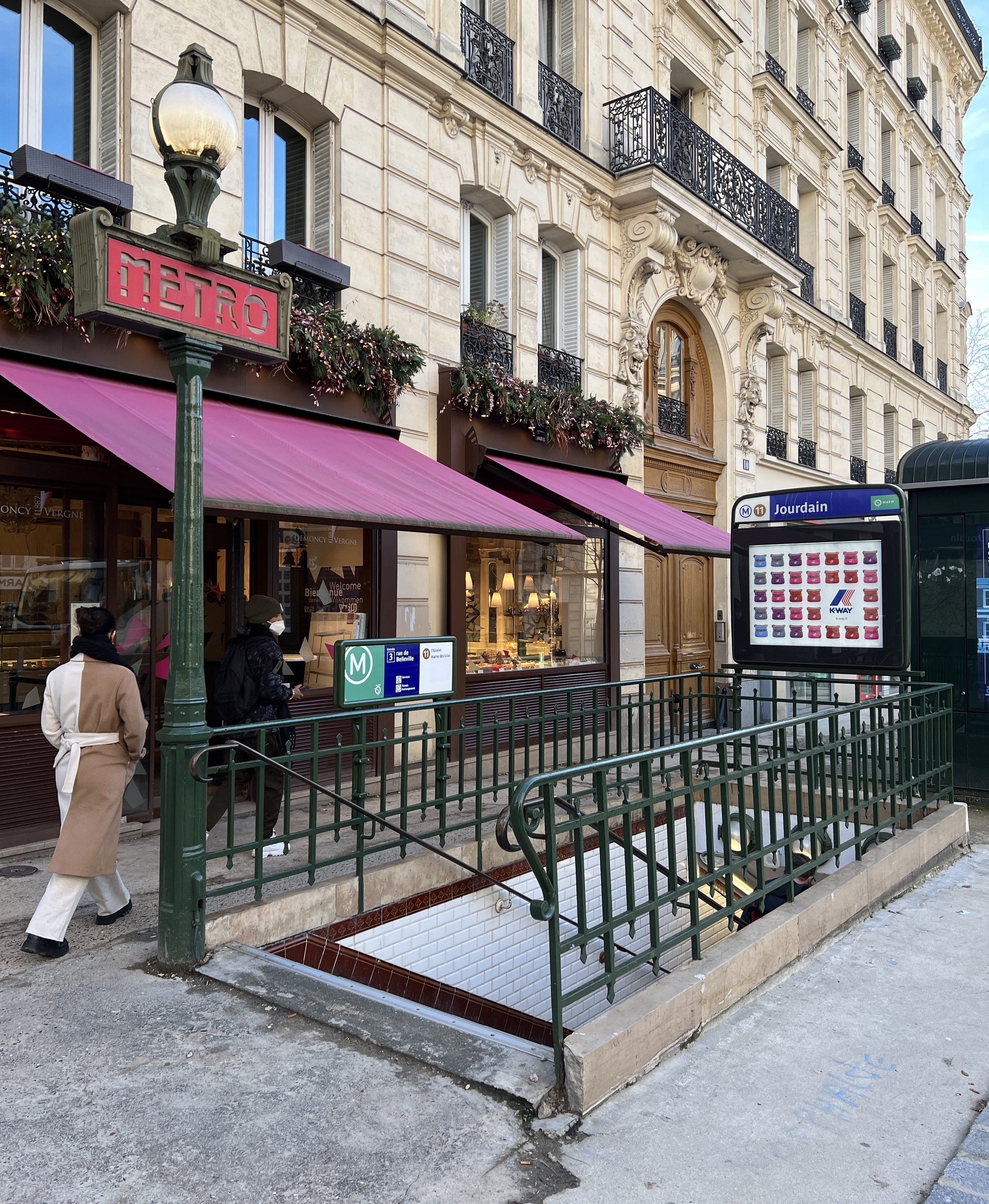
L'accès no 3, « Rue de Belleville ».

### Quais
Jourdain est une station en courbe de configuration standard pour le métro de Paris : elle possède deux quais, d'une longueur conventionnelle de 75 mètres, séparés par les voies du métro situées au centre et la voûte est elliptique. Cette dernière se distingue cependant par sa hauteur légèrement supérieure à la norme et par sa forme plus élancée, en raison de la profondeur importante des quais, liée aux contraintes géologiques du nord-est parisien. Ce profil caractéristique se retrouve aux stations encadrantes, Pyrénées et Place des Fêtes, ainsi qu'aux stations Pelleport, Saint-Fargeau et Porte des Lilas sur la ligne 3 bis, également enfouies à grande profondeur, ou encore à Pont-Neuf et Châtelet sur la ligne 7.
La décoration est du style utilisé pour la majorité des stations du métro : les bandeaux d'éclairage sont blancs et arrondis dans le style « Gaudin » du renouveau du métro des années 2000, et les carreaux en céramique blancs biseautés recouvrent les piédroits, la voûte ainsi que les tympans. Les cadres publicitaires sont en faïence de couleur miel à motifs végétaux et le nom de la station est également incorporé dans la céramique murale, selon le style d'entre-deux-guerres de la CMP d'origine. Les sièges sont de style « Akiko » de couleur verte (remplaçant des assises « Motte » de même teinte).

Quais de la station
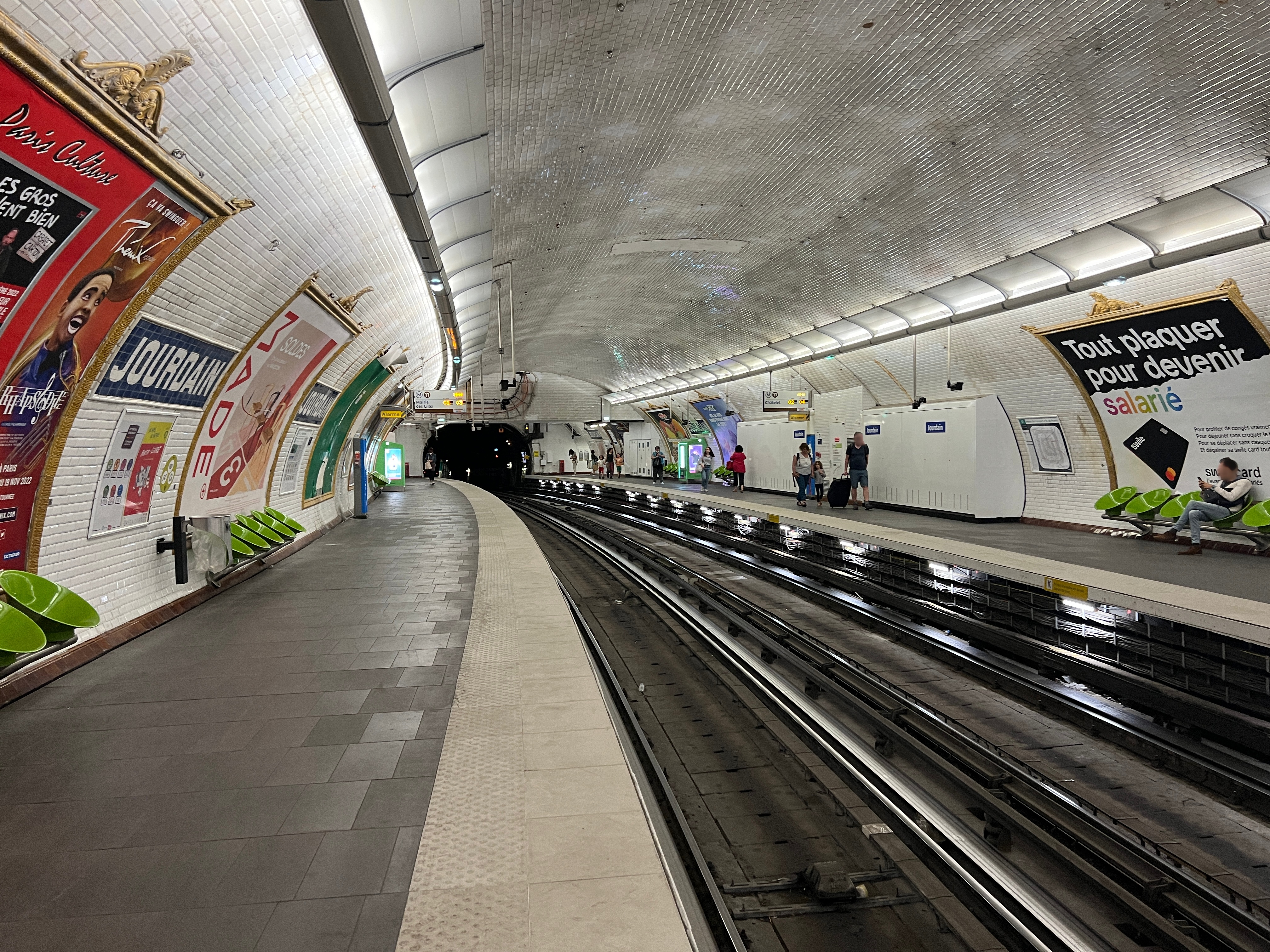
Les quais de la station, vus en direction de Châtelet.
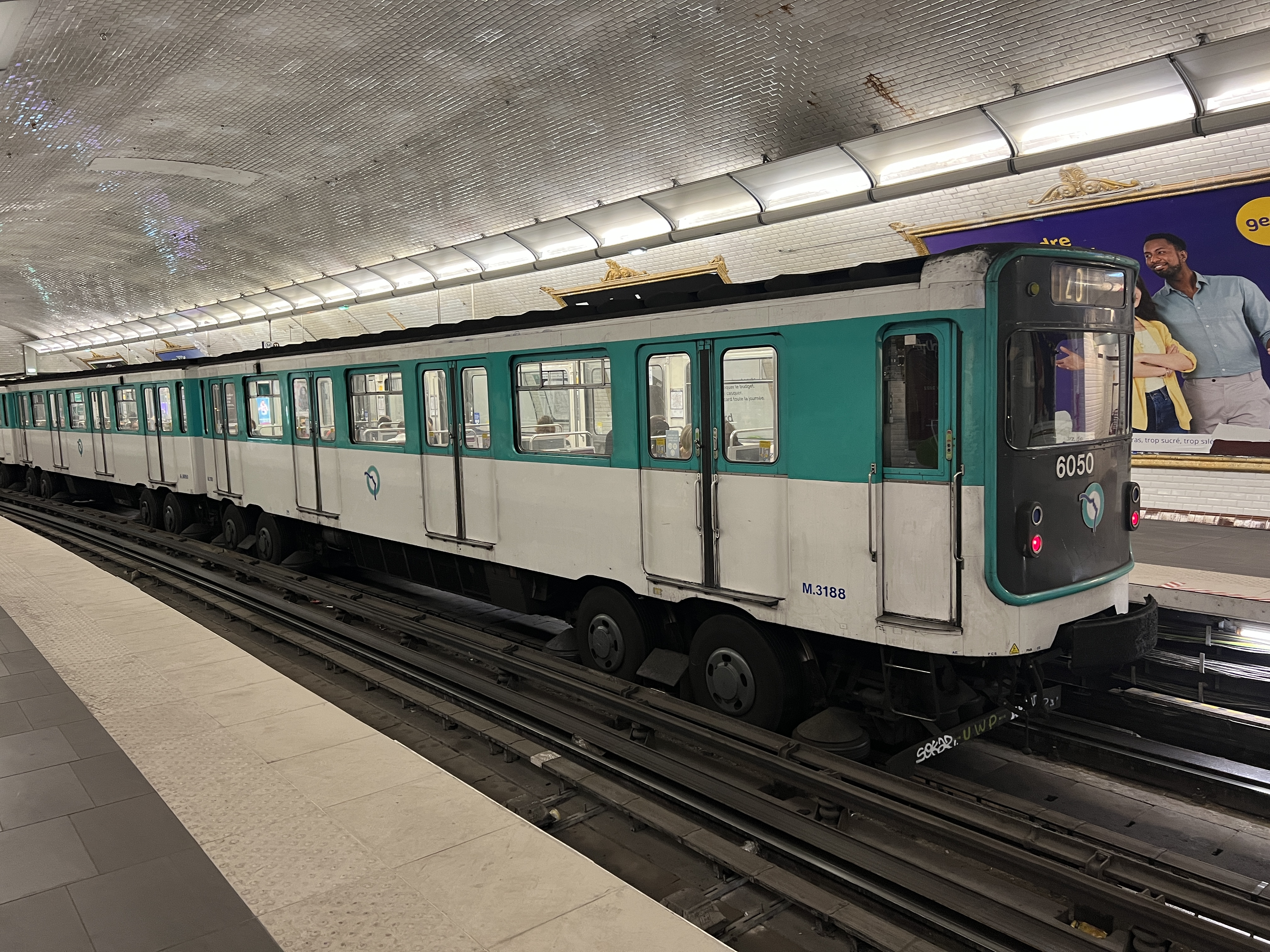
Rame MP 59 marquant l'arrêt en direction de Châtelet.
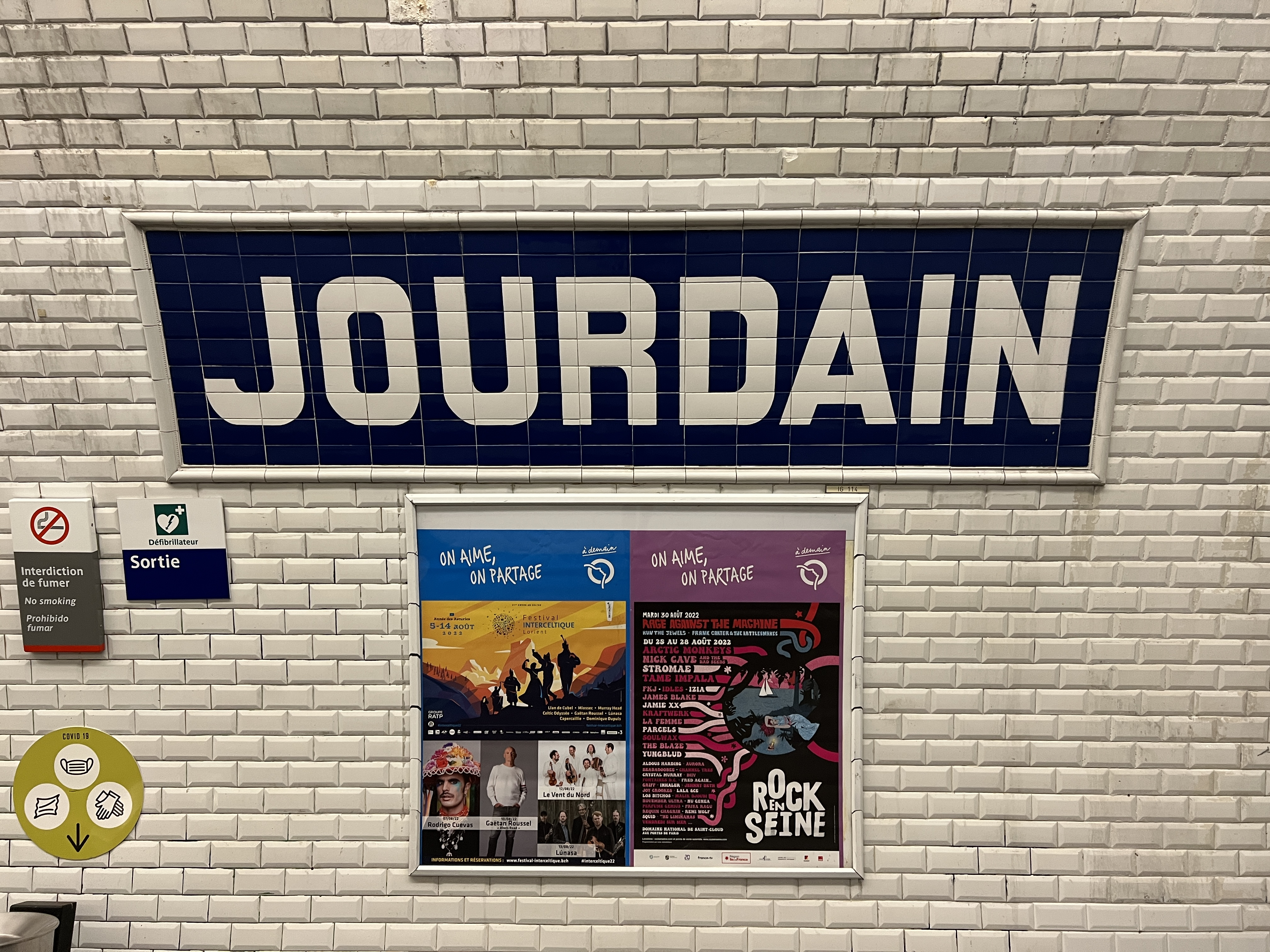
Faïence murale incorporant le nom de la station.

### Intermodalité
La station est desservie par la ligne 20 et 26 du réseau de bus RATP et la nuit, par les lignes N12 et N23 du réseau de bus Noctilien.

## À proximité
- Église Saint-Jean-Baptiste de Belleville
- Regard du Chaudron
- Regard des Messiers
- Jardin des Couronnes
- Regard Saint-Martin
- Jardin des Petites-Rigoles
- Regard des Petites-Rigoles
- Église Notre-Dame-des-Coptes
- Pavillon Carré de Baudouin
- Jardin Carré-de-Baudouin
- Parc des Buttes-Chaumont

## Au cinéma
Une scène du film Le Samouraï (1967) de Jean-Pierre Melville, avec Alain Delon, est tournée à la station de métro Jourdain.